# Helionidia ochrata
Helionidia ochrata är en insektsart som beskrevs av Irena Dworakowska 1970. Helionidia ochrata ingår i släktet Helionidia och familjen dvärgstritar. Inga underarter finns listade i Catalogue of Life.